# James Kirkwood Sr.
Pour les articles homonymes, voir James Kirkwood.
James Kirkwood Sr. est un acteur, réalisateur et scénariste américain né le 22 février 1875 à Grand Rapids dans le Michigan (États-Unis), mort le 24 août 1963 à Los Angeles (États-Unis).
En 1923, il épousa l'actrice Lila Lee qui lui donna un fils en 1924, James Kirkwood Jr. qui devint aussi un acteur. James et Lila devaient divorcer en 1931.

## Filmographie

### Comme acteur

#### 1909
- The Heart of an Outlaw : mari / hors-la-loi
- La Vie d'Edgar Poe (Edgar Allan Poe) de D. W. Griffith
- At the Altar de D. W. Griffith
- Le Chemin du cœur (The Road to the Heart) de D. W. Griffith
- La Villa solitaire (The Lonely Villa) de D. W. Griffith : un des sauveteurs
- The Faded Lilies : le docteur
- Was Justice Served? : George Wallace
- The Mexican Sweethearts : Mexicain au bar
- The Way of Man : le père
- Le Collier de perles (The Necklace) de D. W. Griffith : un invité à la fête
- Le Message (The Message) de D. W. Griffith : David Williams
- The Cardinal's Conspiracy : le Cardinal
- Tender Hearts : un ouvrier agricole
- The Renunciation : Joe Fielding
- Jealousy and the Man : Jim Brooks
- Sweet and Twenty : le père d'Alice
- A Convict's Sacrifice (it) de D. W. Griffith : 'le condamné
- The Slave : Alachus
- A Strange Meeting : un invité à la fête
- The Mended Lute : un Sioux
- They Would Elope : le père
- The Better Way (it) : Calvin Cartwright
- His Wife's Visitor : un homme au Club
- Le Roman d'un coureur indien (The Indian Runner's Romance) de D. W. Griffith : Cowboy / l'homme qui meurt
- The Seventh Day : Mr. Herne
- Oh, Uncle! : Zeke Wright
- The Little Darling : un homme dans la boutique
- Les Rénégats de 1776 (The Hessian Renegades) de D. W. Griffith : un soldat
- Comata, the Sioux : Comata, the Sioux
- Getting Even (en) de D. W. Griffith : Jim Blake
- The Broken Locket : un homme attablé au bar
- In Old Kentucky : un homme à la fête du retour
- A Fair Exchange : Silas Marner
- Leather Stocking : un trappeur
- Pippa Passes; or, The Song of Conscience : un homme au bar
- Fools of Fate : Ben Webster
- Mabel institutrice : rôle indéterminé
- A Change of Heart (it) de D. W. Griffith : le fermier
- His Lost Love : Luke
- The Expiation
- Lines of White on a Sullen Sea : Bill
- The Gibson Goddess : un admirateur
- Nursing a Viper : un homme dans la foule
- The Restoration : Mr. Morley
- The Light That Came
- Two Women and a Man : un homme chez l'avocat
- The Mountaineer's Honor : le frère de "Mountain Girl"
- In the Window Recess : un condamné
- The Death Disc: A Story of the Cromwellian Period : le conseiller de Cromwell
- À travers les brisants (Through the Breakers) de D. W. Griffith : Mr. Nostrand
- The Red Man's View : le père de "Silver Eagle"
- Le Spéculateur en grains ou Les Spéculateurs (A Corner in Wheat) de D. W. Griffith : un fermier
- In Little Italy de D. W. Griffith : le shérif
- To Save Her Soul : un homme à la fête
- The Day After : un invité de la fête

#### Années 1910
- 1910 : The Rocky Road : le meilleur homme
- 1910 : The Call : Amos Holden
- 1910 : The Honor of His Family : un officier
- 1910 : The Last Deal : l'occidental
- 1910 : The Woman from Mellon's : le Ministre
- 1910 : The Duke's Plan : un des hommes du Duc
- 1910 : One Night and Then : un homme à la fête
- 1910 : His Last Burglary : le voleur
- 1910 : The Final Settlement : Jim
- 1910 : A Victim of Jealousy : le mari
- 1910 : The Face at the Window : un homme au premier club
- 1910 : Never Again
- 1910 : The Call to Arms
- 1910 : The Modern Prodigal
- 1910 : The Gray of the Dawn
- 1910 : The Armorer's Daughter
- 1910 : Where Sea and Shore Doth Meet
- 1910 : Sunshine Sue
- 1910 : Turning the Tables
- 1910 : The Thin Dark Line
- 1910 : Winning Back His Love
- 1911 : The Hour of Fate
- 1911 : On Kentucky Soil
- 1911 : The Vows
- 1911 : For Remembrance
- 1911 : The Little Avenger
- 1911 : The Trump Card
- 1911 : From the Valley of Shadows
- 1911 : Till Death Do Us Part
- 1911 : In the Tepee's Light
- 1911 : Over the Shading Edge
- 1911 : A Left Hook
- 1911 : The Conflict
- 1911 : O'er Grim Fields Scarred
- 1911 : In Flowers Paled
- 1911 : The Turning Point
- 1911 : The Courting of Mary
- 1911 : Le Chaperon rouge (Little Red Riding Hood)
- 1912 : The Duel
- 1912 : His Love of Children
- 1912 : Prince Charming
- 1912 : A Country Girl :
- 1912 : The Bridal Room : rôle indéterminé
- 1912 : The Old Sweetheart : l'amoureux éconduit
- 1912 : The New York Hat : rôle indéterminé
- 1913 : Two Lives
- 1913 : The Coward's Charm
- 1913 : Loneliness and Love
- 1913 : The Unseen Influence
- 1913 : The Unknown
- 1913 : A Fair Exchange
- 1913 : Good for Evil
- 1913 : The Plaything
- 1913 : The Kidnapped Train
- 1913 : Sincerity
- 1913 : His Daughter
- 1913 : A Modern Witness : Cooley le détective
- 1913 : A Nihilist Vengeance
- 1913 : Marooned
- 1913 : In After Years : Jim
- 1913 : Nature's Vengeance : Jim
- 1913 : The Ghost : Jim
- 1913 : His Vacation
- 1913 : A Bride from the Sea
- 1913 : The House of Discord (en)
- 1914 : Strongheart
- 1914 : Ashes of the Past
- 1914 : Home, Sweet Home : le fils de la mère
- 1914 : The Soul of Honor
- 1914 : The Mountain Rat : rôle indéterminé
- 1914 : The Eagle's Mate : Lancer Morne
- 1914 : Behind the Scenes : Steve Hunter
- 1915 : Gambier's Advocate : Stephen Gambier
- 1915 : Little Pal : petit rôle
- 1915 : The Heart of Jennifer : James Murray
- 1916 : The Foundling
- 1916 : The Lost Bridegroom

#### Années 1920
- 1920 : Le Tour du monde d'un gamin irlandais (The Luck of the Irish) d'Allan Dwan : William Grogan
- 1920 : The Scoffer : Dr Stannard Wayne
- 1920 : In the Heart of a Fool : Grant Adams
- 1920 : The Forbidden Thing : Abel Blake
- 1920 : The Branding Iron : Pierre Landis
- 1920 : Love : Tom Chandler
- 1921 : Man-Woman-Marriage : David Courtney
- 1921 : Bob Hampton of Placer : Bob Hampton
- 1921 : A Wise Fool : Jean Jacques Barbille
- 1921 : The Great Impersonation : Sir Everard Dominey / Leopold von Ragastein
- 1922 : The Man from Home : Daniel Forbes Pike
- 1922 : Pink Gods : John Quelch
- 1922 : Under Two Flags de Tod Browning : Caporal Victor
- 1922 : The Sin Flood : petit rôle
- 1922 : Ebb Tide : Robert Herrick
- 1923 : You Are Guilty : Stephen Martin
- 1923 : Human Wreckage (en) de John Griffith Wray et Dorothy Davenport : Alan MacFarland
- 1923 : The Eagle's Feather : John Trent
- 1923 : Ponjola : Lundi Druro
- 1924 : Discontented Husbands : Michael Frazer
- 1924 : Love's Whirlpool : Jim Reagan
- 1924 : Wandering Husbands : George Moreland
- 1924 : Broken Barriers : Ward Trenton
- 1924 : Another Man's Wife : John Brand
- 1924 : Circé (Circe, the Enchantress) de Robert Z. Leonard : Dr. Wesley Van Martyn
- 1924 : The Painted Flapper : Richard Whitney
- 1924 : Gerald Cranston's Lady : Gerald Cranston
- 1924 : Secrets of the Night : Robert Andrews
- 1925 : À la dérive (The Top of the World) : Guy Ranger / Burke Ranger
- 1925 : Sally, fille de cirque (Sally of the Sawdust)
- 1925 : The Police Patrol : officier Jim Ryan
- 1925 : Détresse (That Royle Girl) : Calvin Clarke
- 1925 : Lover's Island : Jack Avery
- 1926 : The Reckless Lady : colonel Fleming
- 1926 : The Wise Guy : Guy Watson
- 1926 : Femmes d'aujourd'hui (Butterflies in the Rain) d'Edward Sloman : John Humphries
- 1927 : Million Dollar Mystery : James Norton
- 1928 : Someone to Love : Mr. Kendricks
- 1929 : Eaux troubles (Black Waters) de Marshall Neilan : Tiger Larabee
- 1929 : La Fille et le Garçon (The Time, the Place and the Girl) : le professeur
- 1929 : Hearts in Exile : baron Serge Palma

#### Années 1930
- 1930 : The Devil's Holiday : Mark Stone
- 1930 : Worldly Goods : John C. Tullockb
- 1930 : The Spoilers : Joe Dextry
- 1931 : Young Sinners de John G. Blystone : John Gibson
- 1931 : A Holy Terror d'Irving Cummings : William Drew
- 1931 : Transatlantic
- 1931 : Maman (Over the Hill) de Henry King
- 1932 : The Rainbow Trail : Venters
- 1932 : Charlie Chan's Chance de John G. Blystone : inspecteur Flannery
- 1932 : Cheaters at Play : détective Crane
- 1932 : She Wanted a Millionaire : Roger Norton
- 1932 : Lena Rivers : Graham
- 1932 : Careless Lady : juge
- 1932 : Mon copain le roi (My Pal, the King) : comte DeMar
- 1933 : Playthings of Desire : Jim Malvern
- 1934 : Hired Wife : Philip Marlowe

#### Années 1940
- 1940 : Goodbye, Mr. Germ : le père
- 1941 : Une femme à poigne (The Lady from Cheyenne) : un politicien
- 1941 : No Hands on the Clock : Warren Benedict
- 1942 : Tennessee Johnson de William Dieterle : le sénateur
- 1943 : Madame Curie
- 1944 : Government Girl : le sénateur
- 1945 : Pavillon noir (The Spanish Main) de Frank Borzage : capitaine Spratlin
- 1946 : Rendezvous with Annie : Walters
- 1946 : Une fille perdue (That Brennan Girl) : John Van Derwin
- 1947 : Jenny et son chien (Driftwood) d'Allan Dwan : le révérend MacDougal
- 1948 : Brahma taureau sauvage (The Untamed Breed) : le shérif
- 1948 : Jeanne d'Arc (Joan of Arc) : Juge Mortemer
- 1949 : Red Stallion in the Rockies
- 1949 : The Doolins of Oklahoma de Gordon Douglas : le Révérend Mears
- 1949 : Roseanna McCoy d'Irving Reis
- 1949 : L'Intrus (Intruder in the Dust) : un comdamné

#### Années 1950
- 1950 : L'Homme du Nevada (The Nevadan) : Tex
- 1950 : Stage to Tucson : Sheriff Pete Deuce
- 1951 : La Belle du Montana (Belle Le Grand) d'Allan Dwan : un juge
- 1951 : Santa Fe : l'arpenteur
- 1951 : Two of a Kind : Ben
- 1951 : Le Cavalier de la mort (Man in the Saddle) : shérif Medary
- 1952 : I Dream of Jeanie : Docteur
- 1953 : Winning of the West (it) de George Archainbaud : un survivant dans le train
- 1953 : La Femme qui faillit être lynchée (Woman They Almost Lynched) : un vieil homme
- 1953 : Le soleil brille pour tout le monde (The Sun Shines Bright) : général Fairfield
- 1953 : La Dernière Chevauchée (The Last Posse) d'Alfred L. Werker : Juge Parker
- 1954 : Adventures of the Texas Kid: Border Ambush
- 1954 : Tornade (Passion) : Don Rosendo
- 1956 : The Search for Bridey Murphy : Brian '68'

### Comme réalisateur

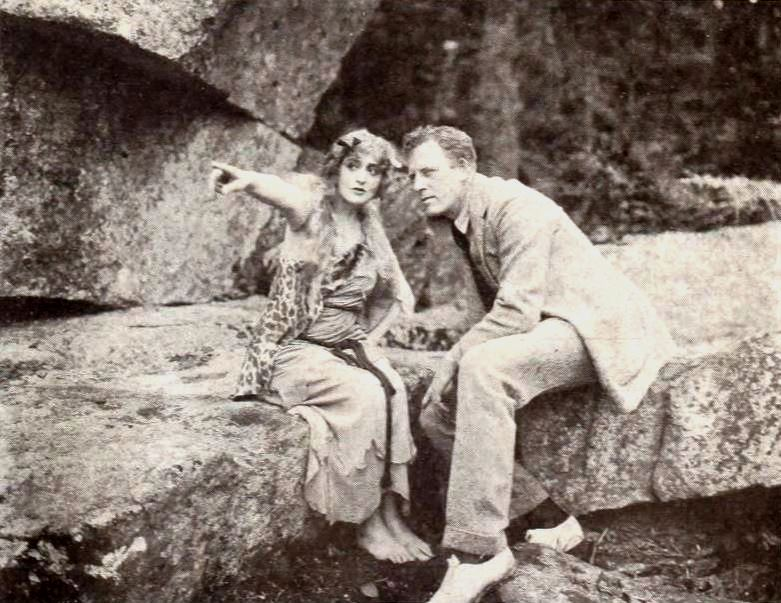
Florence Reed et James Kirkwood

- 1911 : The Courting of Mary (coréalisé avec George Loane Tucker)
- 1911 : Le Chaperon rouge (Little Red Riding Hood)
- 1912 : The Duel
- 1912 : His Love of Children
- 1912 : Prince Charming
- 1912 : The District Attorney's Conscience
- 1912 : The Parson and the Moonshiner
- 1912 : The Old Sweetheart
- 1912 : John Sterling, Alderman
- 1913 : Two Lives
- 1913 : Loneliness and Love
- 1913 : The Unseen Influence
- 1913 : The Unknown
- 1913 : Good for Evil
- 1913 : The Plaything
- 1913 : The Kidnapped Train
- 1913 : Sincerity
- 1913 : His Daughter
- 1913 : A Modern Witness
- 1913 : A Nihilist Vengeance
- 1913 : Marooned
- 1913 : Little Dorrit
- 1913 : In After Years
- 1913 : Nature's Vengeance
- 1913 : The Ghost
- 1913 : His Vacation
- 1913 : The House of Discord (en)
- 1914 : Classmates
- 1914 : The Green-Eyed Devil
- 1914 : The Gangsters of New York (it)
- 1914 : Strongheart
- 1914 : The Godfather
- 1914 : The Floor Above
- 1914 : Ashes of the Past
- 1914 : Silent Sandy
- 1914 : The Soul of Honor
- 1914 : The Mountain Rat
- 1914 : Lord Chumley
- 1914 : The Billionaire
- 1914 : The Eagle's Mate
- 1914 : Men and Women
- 1914 : Behind the Scenes
- 1914 : Cendrillon (Cinderella)
- 1915 : Mistress Nell
- 1915 : Fanchon, the Cricket
- 1915 : The Dawn of a Tomorrow
- 1915 : Gambier's Advocate
- 1915 : Little Pal
- 1915 : The Mountain Girl
- 1915 : Rags
- 1915 : The Heart of Jennifer
- 1915 : Esmeralda
- 1915 : The Fatal Card
- 1915 : The Masqueraders
- 1915 : The Old Homestead (en)
- 1916 : The Lost Bridegroom
- 1916 : Saints and Sinners
- 1916 : Susie Snowflake
- 1916 : Dulcie's Adventure
- 1916 : L'Enfant du péché (Faith)
- 1916 : La Petite Danseuse des rues (A Dream or Two Ago)
- 1916 : L'Innocence de Lizette (The Innocence of Lizette)
- 1917 : La Gentille Intruse (The Gentle Intruder)
- 1917 : Le Soupçon  (Environment)
- 1917 : Annie-for-Spite
- 1917 : Periwinkle
- 1917 : Mary l'enfant volée (Melissa of the Hills)
- 1917 : Over There
- 1918 : Eve's Daughter
- 1918 : The Struggle Everlasting
- 1918 : The Uphill Path
- 1918 : A Romance of the Underworld
- 1918 : Out of the Night
- 1918 : Marriage
- 1918 : I Want to Forget
- 1919 : Bill Apperson's Boy
- 1919 : Pas de chance (In Wrong)

### Comme scénariste
- 1915 : Fanchon, the Cricket
- 1916 : L'Enfant du péché (Faith)
- 1917 : Le Soupçon  (Environment)
- 1918 : I Want to Forget
- 1919 : Pas de chance (In Wrong)